# Wittinsburg
Wittinsburg (gsw. Wytschbrg) – gmina (niem. Einwohnergemeinde) w północnej Szwajcarii, w kantonie Bazylea-Okręg, w okręgu Sissach. 31 grudnia 2020 roku liczyła 430 mieszkańców. Przez gminę przebiega droga główna nr 2.